# Carolina Stramare
Carolina Stramare (ur. 27 stycznia 1999 w Genui) – modelka. Miss Włoch 2019.